# Родное (Сумская область)
Родное (укр. Рідне, до 2016 г. — Воровское) — село,
Высшевеселовский сельский совет,
Великописаревский район,
Сумская область,
Украина.
Код КОАТУУ — 5921280803. Население по переписи 2001 года составляло 139 человек.

## Географическое положение
Село Родное находится на одном из истоков реки Веселая,
ниже по течению на расстоянии в 2,5 км расположено село Высшевеселое.
На расстоянии в 1,5 км расположено село Ходунаевка (Краснокутский район).
Рядом проходит автомобильная дорога Т-2106.